# Sankt Petri kyrka, Klippan

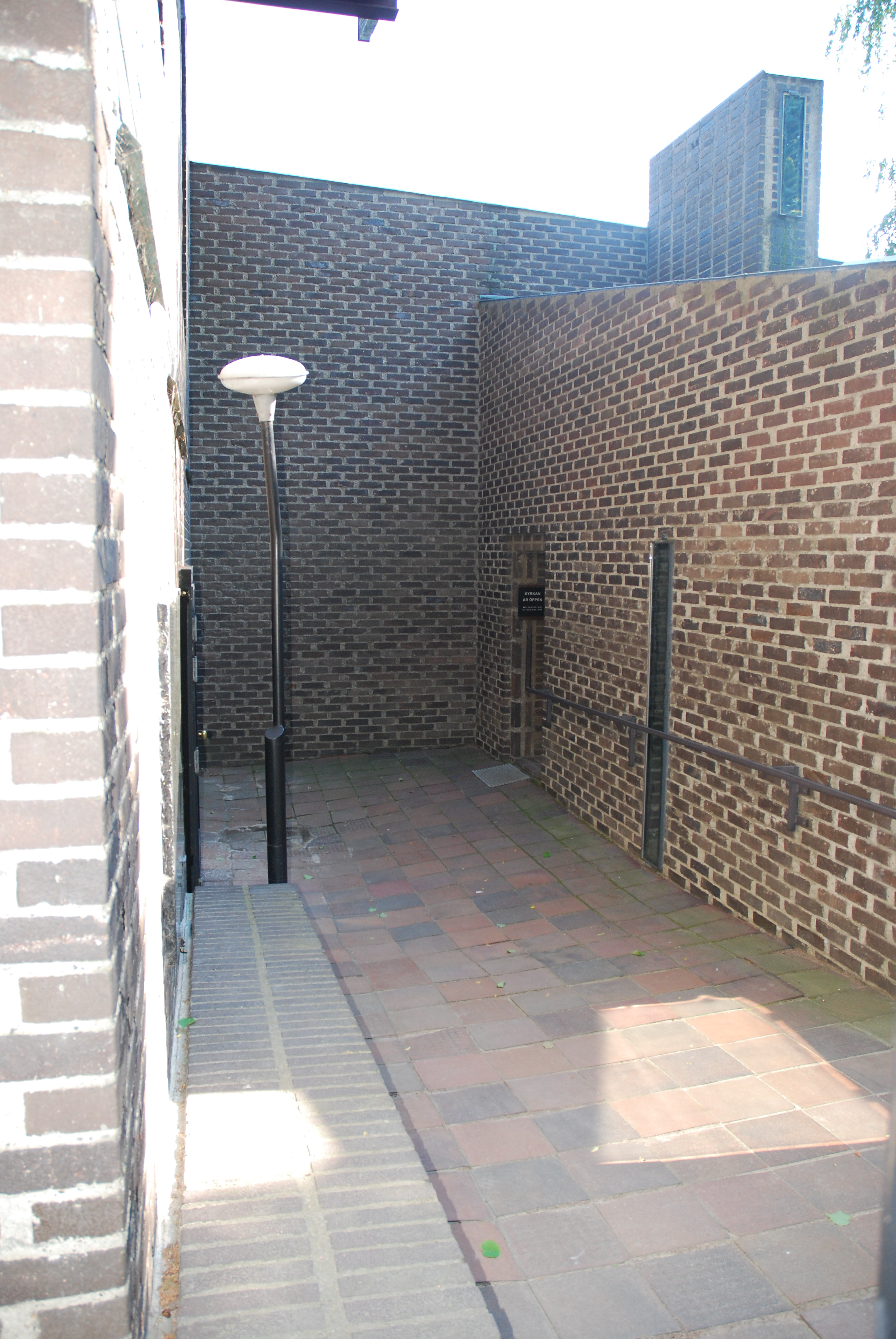
Ingången till Sankt Petri kyrka

Sankt Petri kyrka är en kyrkobyggnad i Stadsparken i Klippan. Den är församlingskyrka i Klippans församling i Lunds stift.

## Kyrkobyggnaden
Sankt Petri kyrka är ritad av Sigurd Lewerentz och uppfördes 1962-1966 mot slutet av arkitektens liv. Denne övervakade personligen hela byggprocessen. Kyrkan invigdes den 27 november 1966 av biskop Martin Lindström, som i sitt invigningstal menade att: ”Denna kyrka gör inget försök att likna kyrkor från gångna tider”. Valv, väggar och golv är av hårdbränt mörkt tegel, till stor del från Helsingborgs Ångtegelbruk. En gågata skiljer kyrkan från det vinkelbyggda låga församlingshuset.
I kyrkans låga klockhus hänger fyra klockor, döpta efter apostlarna Petrus, Paulus, Andreas och Tomas och tillverkade av M & E Ohlssons klockgjuteri, Ystad. De har ingjutna dikter av Bo Setterlind.

## Inventarier
- Altaret är av tegel.
- Krucifixet i elfenben och stenskulpturen Nådens skålar utanför kyrkan är utförda av Christian Berg.
- Järnkorset och den gyllene cirkeln vid sidan av altaret är utförda i smide av Robert Nilsson.
- Dopfunten utgörs av en naturmussla från Indiska oceanen.
- Bänkar, biskops- och predikstol är av tegel.
- Stolarna i kyrkorummet är ursprungligen formgivna av P. V. Jensen Klint för Grundtvigskyrkan i Köpenhamn.
- En dubbelsidig gobeläng, som skildrar uppståndelsen (blå) och passionen (röd), är vävd av Barbro Nilsson efter en kartong av Sven X:et Erixson.

### Orgel
Den nuvarande orgeln byggdes 1972 av Paul-Gerhard Andersens Orgelbyggeri, Köpenhamn och är en mekanisk orgel.
| Huvudverk I   | Svällverk II      | Pedal              | Koppel |
| Principal 8'  | Rörgedakt 8´      | Subbas 16´         | I/P    |
| Blockflöjt 8' | Koppelflöjt 4'    | Spetsflöjt 8´      | II/P   |
| Oktava 4'     | Gemshorn 2'       | Italiensk flöjt 4' | II/I   |
| Täckflöjt 4'  | Quint 1 1/3'      | Fagott 16'         |        |
| Oktava 2'     | Cymbel II         |                    |        |
| Mixtur III    | Vox humana 8'     |                    |        |
| Trumpet 8'    | Tremulant         |                    |        |
|               | Crescendosvällare |                    |        |

## Fotografiska ritningar
Mellan 2001 och 2004 dokumenterade den schweiziske arkitekten Raphael Zuber och den svenska arkitekten Helena Brobäck byggnaden i detalj.

## Bilder

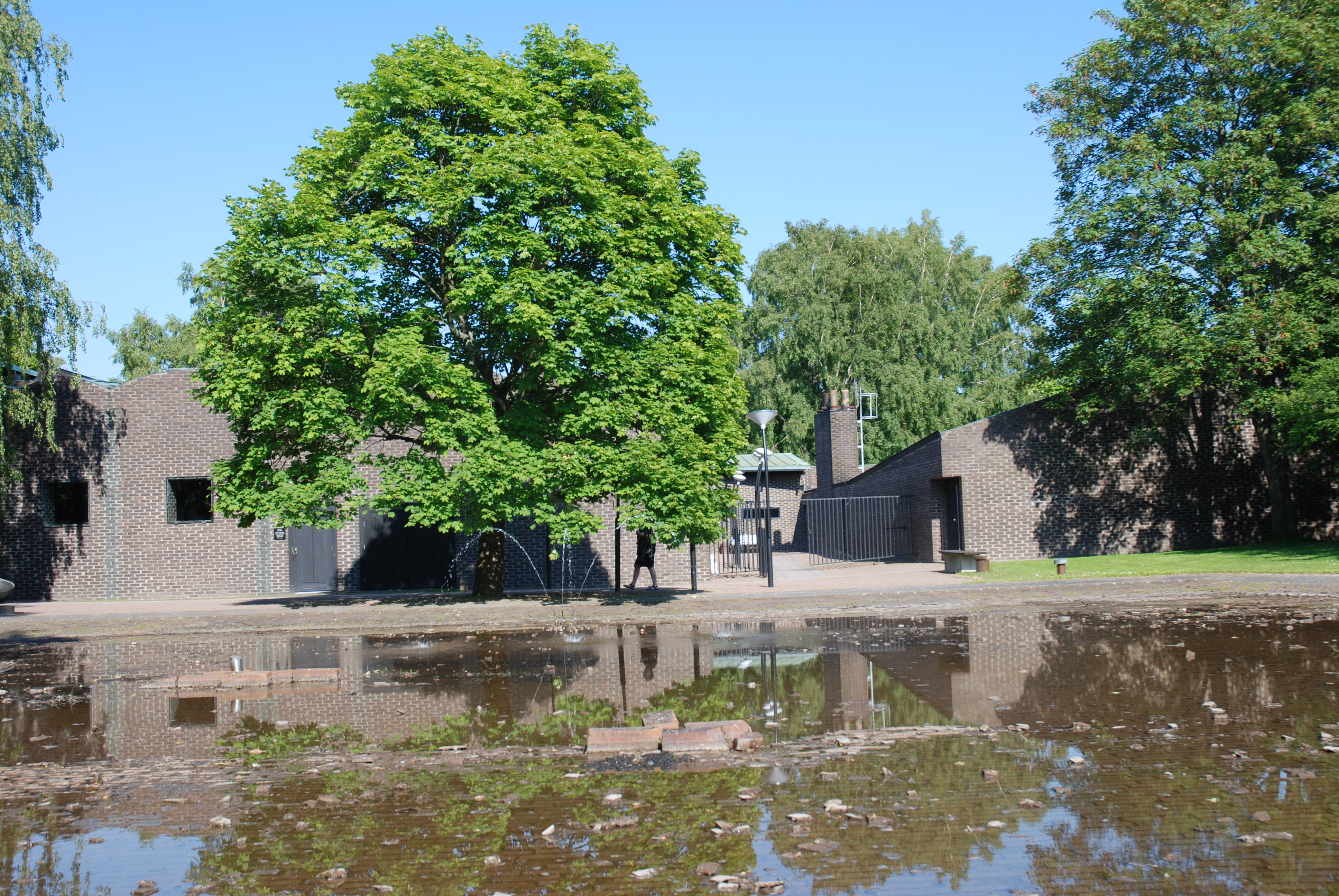
Vattendammen
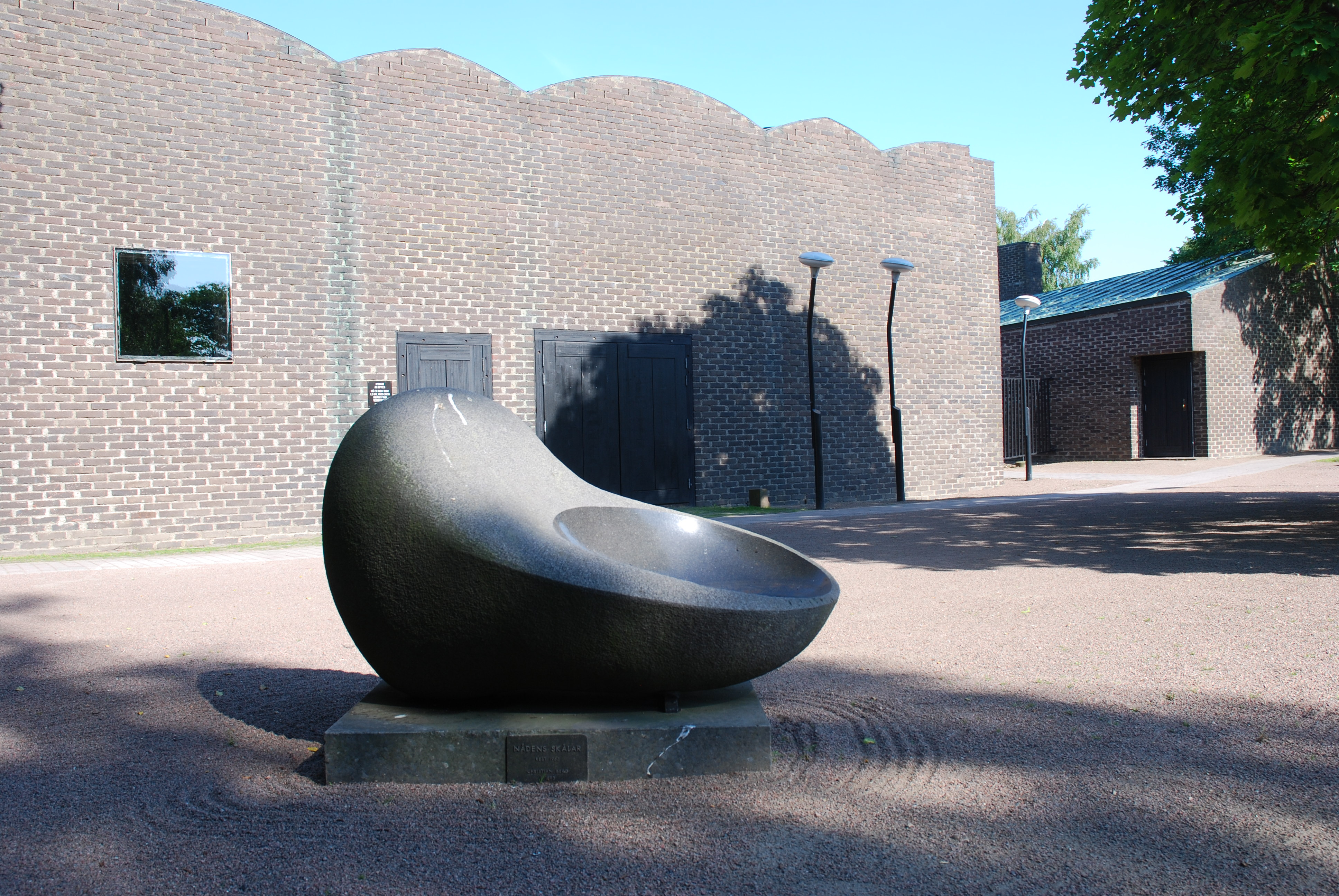
Nådens skålar av Christian Berg